# 1 E8 s
- 108 s 미만
- 100 메가초 = 3.2년
- 5.2714년 - 코발트-60의 반감기
- 7년 - 1998년 12월 31일과 2005년 12월 31일 윤초 사이의 간격
- 7년 - 매미가 유충으로 머무는 기간
- 10년 = 3.16 × 108 초
- 11년 - 태양 흑점의 활동 주기
- 11.87년 - 목성의 공전 주기
- 13.08년 - 캘리포늄-250의 반감기
- 25년 - 인간의 평균 성장기
- 29년 - 가장 오래 산 개의 수명
- 29.1년 - 퀴륨-243의 반감기
- 1 기가초 = 32년
- 109 s 이상